# 900

## Evenimente
- 8 iunie: Eduard cel Bătrân este încoronat rege al Angliei.

### Nedatate
- ianuarie: Contele de Capua, Atenulf I, cucerește ducatul de Benevento.

## Nașteri
- Al-Khazin, astronom și matematician persan din Khorasan (d. 960)

## Decese
- 5 ianuarie: Papa Ioan al IX-lea  (n. 840)
- dată necunoscută: Fotie I al Constantinopolului  (n. 827)
- dată necunoscută: Donald al II-lea al Scoției  (n. 862)
- dată necunoscută: Siemowit  (n. 845)
- 13 august: Zwentibold  (n. 870)
- dată necunoscută: Cynewulf  (n. ?)
- dată necunoscută: 'Abd al-Hamīd ibn Turk  (n. ?)
- dată necunoscută: Ioan de Istria  (n. ?)
- dată necunoscută: Astronomul (autor) scriitor francez (n. ?)